# 茂山礦山站
茂山矿山站（韓語：무산광산역）是朝鮮民主主義人民共和國咸镜北道茂山郡的一個鐵路車站，属于茂山矿山线。

## 邻近车站
茂山矿山线
铁松青年站 - 茂山矿山站